# Kamoyapithecus
 Kamoyapithecus  ist eine ausgestorbene Gattung der Primaten, die während des oberen Oligozäns in Ostafrika vorkam. In Kenia, rund 30 Kilometer westlich des Turkana-Sees, entdeckte Fossilien stammen laut der 1995 publizierten Erstbeschreibung der Gattung aus einer Erdschicht, für die mit Hilfe der Kalium-Argon-Datierung ein Alter von 27,5 ± 0,3 bis 24,2 ± 0,3 Millionen Jahren berechnet wurde. Die einzige bislang wissenschaftlich beschriebene Art der Gattung ist Kamoyapithecus hamiltoni.

## Namensgebung
Kamoyapithecus ist ein Neologismus. Die Bezeichnung der Gattung ehrt den Kenianer Kamoya Kimeu, der als Assistent von Louis Leakey und Richard Leakey die ersten Fragmente von zahlreichen bedeutenden Fossilien der frühen Vorfahren des modernen Menschen (Hominini) in Kenia und Tansania entdeckte. Die zweite Hälfte der Gattungsbezeichnung ist abgeleitet vom griechischen Wort πίθηκος (altgriechisch ausgesprochen píthēkos: „Affe“). Kamoyapithecus bedeutet folglich sinngemäß „Kamoyas Affe“.
Das Epitheton der Typusart, Kamoyapithecus hamiltoni, ehrt den neuseeländischen Biologen Harold Hamilton (1885–1937).

## Erstbeschreibung
Als Holotypus der Gattung und zugleich der Typusart Kamoyapithecus hamiltoni wurde in der Erstbeschreibung durch Meave Leakey, Peter S. Ungar und Alan Walker das Fragment eines rechten Oberkiefers mit zwei erhaltenen Molaren (M2 und M3) und einem Teil der Zahnwurzel M1 ausgewiesen (Sammlungsnummer KNM-LS 7). Als Paratypen wurden dem Holotypus zwei einzeln gefundene Zähne (KNM-LS 8, KNM-LS 18359) sowie je ein Fragment von einem Oberkiefer und einem Unterkiefer (KNM-LS 18352, KNM-LS 18351) beigegeben.
Die Fossilien KNM-LS 7 und KNM-LS 8 waren bereits 1948 entdeckt und 1978 von Peter Andrews der Art Proconsul major zugeschrieben worden; 1980 wurde das Oberkiefer-Fragment KNM-LS 7 als Typusexemplar einer neu benannten Art der Gattung Proconsul, Proconsul (Xenopithecus) hamiltoni ausgewiesen. Der Verweis auf Xenopithecus als Subgenus bezog sich im Jahr 1980 auf die bereits 1933 von Arthur Tindell Hopwood benannte Gattung Xenopithecus, deren Eigenständigkeit aber umstritten war, da die speziellen Merkmale ihrer Zahnhöcker auch als Variante der ebenfalls 1933 von Hopwood erstmals benannten Gattung Proconsul gedeutet werden konnten. Aus der Begutachtung weiterer Funde ergab sich letztlich, dass Xenopithecus koruensis (die Typusart der Gattung Xenopithecus) als Synonym von Proconsul africanus (der Typusart von Proconsul) eingeordnet wurde. Diese Sichtweise hatte zugleich zur Folge, dass gemäß den internationalen Regeln für die Zoologische Nomenklatur der Gattungsname Xenopithecus ein Synonym für den Gattungsnamen Proconsul ist und Xenopithecus nicht für die Benennung einer von Proconsul verschiedenen Gattung genutzt werden kann.
Im Februar 1986 entdeckte ein Team der National Museums of Kenya unter Leitung von Richard Leakey die 1995 als Paratypen von Kamoyapithecus ausgewiesenen vier zusätzlichen Fossilien, die dem gleichen Taxon wie das von Madden 1950 beschriebene Oberkiefer-Fragment KNM-LS 7 angehörten. Aufgrund der von Proconsul abweichenden Merkmale der Kiefer und der erhaltenen Zähne wurden diese Funde neben Maddens Typusexemplar zur Gattung Kamoyapithecus gestellt und das von Madden gewählte Epitheton hamiltoni für die Typusart der Gattung fortgeführt.

## Belege
1. ↑  Meave Leakey, Peter S. Ungar und Alan Walker: A new genus of large primate from the Late Oligocene of Lothidok, Turkana District, Kenya. In: Journal of Human Evolution. Band 28, Nr. 6, 1995, S. 519–531, doi:10.1006/jhev.1995.1040, Volltext.
2. ↑  Peter Andrews: A Revision of the Miocene Hominoidea of East Africa. In: Bulletin of The British Museum (Natural History) Geology. Band 30, 1978, S. 85–224 (hier: S. 100), Volltext. (Memento vom 21. Mai 2019 im Internet Archive)
3. ↑  Cary T. Madden: New Proconsul (Xenopithecus) from the Miocene of Kenya. In: Primates. Band 21, Nr. 2, 1980, S. 241–252, doi:10.1007/BF02374037.
4. ↑  Arthur T. Hopwood: Miocene primates from Kenya. In: Zoological Journal of the Linnean Society. Band 38, Nr. 260, 1933, S. 437–464, doi:10.1111/j.1096-3642.1933.tb00992.x.
5. ↑  Wilfrid Le Gros Clark und Louis Leakey: The Miocene Hominoidea of East Africa. Reihe: Fossil Mammals of Africa. Nr. 1, British Museum (Natural History), London 1951.